# Stadio Brigadier General Estanislao López
Lo stadio Brigadier General Estanislao López (in spagnolo: Estadio Brigadier General Estanislao López) è un impianto sportivo della città argentina di Santa Fe. Ospita le partite casalinghe del Club Atlético Colón ed ha una capienza di 40 000 spettatori. È soprannominato Cementerio de los Elefantes, ovvero cimitero degli elefanti, a causa delle numerose vittorie riportate dal Colón contro le più importanti squadre del calcio argentino.
Nel 2011 ha ospitato alcune partite della Copa América.

## Storia
Fu inaugurato il 9 luglio 1946 con una partita tra il Colón e il Boca Juniors. Il 7 dicembre 1947, in occasione di un clásico santafesino, l'impianto ricevette la visita di Evita Perón alla quale fu intitolato l'impianto. A seguito del golpe del 1955, il nome dello stadio venne modificato in Brigadier Estanislao López, caudillo della provincia di Santa Fe della prima metà del XIX secolo.
A metà degli anni '90, sotto la presidenza Vignatti, lo stadio subì la maggior parte delle sue modifiche. Furono ricostruite la tribuna Est, gli spogliatoi, la tribuna sud e i palchi.
Nel 2009 lo stadio fu scelto dall'AFA come una delle sedi della Copa América 2011. I lavori di ristrutturazione iniziarono nel 2010. Furono costruite una nuova platea sulla tribuna nord, nuovi bagni, e una sala stampa. Nell'estate 2014 le tribune dello stadio furono dipinte di rosso e nero su iniziativa delle associazioni dei tifosi sabaleros.

## Il Cimitero degli Elefanti
Il soprannome dello stadio è Cimitero degli Elefanti (in spagnolo: Cementerio de los Elefantes) è dovuto ad un preciso evento sportivo: l'incontro tra il Colón ed il Santos di Pelé il 10 maggio 1964. Il squadra brasiliana, campione in carica della Coppa Intercontinentale, veniva da una striscia positiva di 43 partite senza sconfitte. Il Colón invece giocava nella seconda divisione del calcio argentino ed il giorno precedente era uscito sconfitto dall'incontro con il Platense. Nonostante le premesse, la partita terminò con la vittoria degli Sabaleros per 2-1 grazie alle reti di López e Gómez. Da quel giorno lo stadio venne soprannominato il Cimitero degli Elefanti.
Altre illustri squadre sudamericane uscirono sconfitte dallo stadio Brigadier General Estanislao López: i colombiani del Millonarios, gli uruguaiani del Peñarol, i paraguayani dell'Olimpia Asunción, i peruviani dell'Alianza Lima, i cileni dell'Universidad de Chile e dell'Universidad Católica.